# 浦江路站
浦江路站是徐州地铁3号线的地铁站，位于中华人民共和国江苏省徐州市铜山区黄山路与浦江路交叉口，于2021年6月28日开通。

## 车站结构
浦江路站沿黄山路南北设置，为地下二层岛式站台车站，车站长210.5米，宽19.7至24.49米，车站地下一层为站厅层，地下二层为站台层，站台设置全高站台门。
| 地面              | 出入口 | 1、2出入口                                                                                                  |
| 地下一层          | 站厅   | 客服中心、自动售票机、验票机                                                                                |
| 地下二层          | 站台   | \| \| \| █ 3号线往振兴大道（无名山公园） \| \| 島式 · 開左邊车门 \| \| \| \| \| \| █ 3号线往银山（焦山） \| |
|                   |        | █ 3号线往振兴大道（无名山公园）                                                                             |
| 島式 · 開左邊车门 |        | |
|                   |        | █ 3号线往银山（焦山）                                                                                       |

## 车站出口
浦江路站共设2个出入口，各出口及周围设施如下所示：
| 出口编号            | 照片 | 出口指示       | 建议前往的目的地           |
| ------------------- | ---- | -------------- | -------------------------- |
| 1 · 出口            |      | 黄山路（西侧） | 徐州赛福易金属铸造有限公司 |
| 2 · 出口 · （设有） |      | 黄山路（东侧） | 管道公寓，中骏云景台       |
| 图例： 设有         |      |                |                            |

## 车站历史
本站工程名为湘江西路站，正式站名为浦江路站，以车站横跨的浦江路命名。
- 2018年3月13日，车站主体结构封顶[2]。
- 2021年6月28日，车站随3号线一期通车开通[1]。